# FK Nischni Nowgorod
Der Futbolny klub „Nischni Nowgorod“, aktuell durch ein Namenssponsoring Futbolny klub „Pari Nischni Nowgorod“ (russisch Футбольный клуб „Пари Нижний Новгород“, wiss. Transliteration Futbol'nyj klub Pari Nižnij Novgorod), kurz FK Nischni Nowgorod, ist ein russischer Fußballverein aus Nischni Nowgorod. Seit der Saison 2021/22 spielt der Klub in der Premjer-Liga.

## Geschichte
Der Verein wurde 2015 als Farmteam des damaligen Zweitligisten Wolga Nischni Nowgorod gegründet und firmierte zunächst unter dem Namen Wolga-Olimpijez. Das Team wurde in die drittklassige Perwenstwo PFL eingegliedert. Im Juni 2016 löste sich Wolga allerdings auf, wodurch der Verein eigenständig wurde und fortan den Namen Olimpijez trug. Prompt in der zweiten Spielzeit des Bestehens gelang Olimpijez 2017 als Meister der Gruppe Ural in der PFL der Aufstieg in die Perwenstwo FNL.
Die Debütsaison in der zweiten Liga beendete Nischni Nowgorod als Zwölfter. Zur Saison 2018/19 erhielt Olimpijez dann seinen heutigen Namen, FK Nischni Nowgorod. Die Saison 2018/19 beendete der Klub als Vierter, wodurch man an der Relegation zur Premjer-Liga teilnehmen durfte. In dieser unterlag man aber dem Erstligisten Krylja Sowetow Samara. In der COVID-bedingt abgebrochenen Spielzeit 2019/20 lag Nischni Nowgorod beim Abbruch auf Rang elf. In der Saison 2020/21 wurde der FKNN Dritter, wodurch man erneut für die Relegation qualifiziert war. Da allerdings der Tabellen-Zweite FK Orenburg keine Erstliga-Lizenz erhielt, durfte der Verein ohne Relegation erstmals ins Oberhaus aufsteigen.
Die Debütsaison in der Premjer-Liga beendete Nischni Nowgorod als Elfter. Zur Saison 2022/23 schloss der Verein einen Sponsorvertrag mit dem Wettanbieter Pari ab, wodurch der Klub nun offiziell FK Pari Nischni Nowgorod genannt wird.

## Zweite Mannschaft
Die zweite Mannschaft des FK Nischni Nowgorod hatte bis 2024 ebenfalls den Profistatus inne und spielte in der vierthöchsten Spielklasse 2. Liga Division B. Als Tabellenletzter der Gruppe 4 musste man jedoch in die Amateurliga absteigen.

## Ehemalige Spieler
Siehe Kategorie:Fußballspieler (FK Nischni Nowgorod).